# 慶雲
慶雲（、きょううん）は、日本の元号のひとつ。大宝の後、和銅の前。704年から708年までの期間を指す。この時代の天皇は文武天皇、元明天皇。

## 概要
「慶雲」とは夕空に現れ瑞兆とされる雲で、蚊柱のこととも。
大宝2年（702年）に崩御した持統天皇の葬儀などが済んだ大宝4年（704年）に藤原京において現れ、改元される。
大宝年間に律令の編纂や都城の完成など律令国家建設の諸改革を果たし、同年には大宝の遣唐使が帰国。慶雲年間には、遣唐使の報告や実際に律令を施行した上での諸問題を是正する政治改革が行われた（慶雲の改革）。また、平城遷都も立案される。

## 改元
- 大宝4年5月10日（ユリウス暦704年6月16日）：瑞雲の発現により慶雲に改元。
- 慶雲5年1月11日（ユリウス暦708年2月7日）：武蔵国秩父郡から和銅（自然銅）が献上され、改元。

## 典拠
- 『文選』巻6
  - 「朝想慶雲興、夕遅白日移」
- 『晋書』巻54陸雲伝
  - 「天網広羅、慶雲興以招龍」

## 勘申者
- 不明

## 慶雲年間の出来事
- 元年（704年）
  - 7月 ： 大宝2年（702年）に派遣された粟田真人ら大宝の遣唐使が帰国。
  - 8月 ： 大宝3年 (703年) に派遣された波多広足らの遣新羅使が帰国。
  - 10月 ： 幡文通を大使とした遣新羅使を派遣。
- 2年（705年）
  - 3月 ： 藤原真人により西山温泉開湯（慶雲館創業）。
  - 5月 ： 刑部親王（忍壁皇子）薨去。
  - 5月 ： 慶雲元年に派遣された幡文通を大使とした遣新羅使が帰還。
  - 9月：穂積親王を知太政官事に任ずる。この頃、高松塚古墳築造。
  - この年 ： 中納言設置。
  - この年 ： 世界最古の温泉宿「慶雲館」創業。
- 3年（706年）
  - 慶雲の改革
    - 3月 ： 王侯諸臣の山川薮沢の占有を禁ずる。
    - 9月 ： 田租の法を改める。

  - 9月 ： 難波行幸。
  - この年：遣新羅使派遣（大使：美努浄麻呂・副使：津馬堅石）
- 4年（707年）
  - 5月 ： 遣新羅使帰還（大使：美努浄麻呂・副使：津馬堅石）
  - 6月 ： 文武天皇が崩御（25）し 阿閇皇女が称制。
  - 7月 ： 阿閇皇女即位する（元明天皇）。

### 死去
- 4年
  - 6月15日 - 文武天皇

## 西暦との対照表
※は小の月を示す。
| 慶雲元年（甲辰） | 一月※    | 二月    | 三月  | 四月※ | 五月  | 六月※ | 七月  | 八月 | 九月※   | 十月  | 十一月※ | 十二月  |          |
| ---------------- | -------- | ------- | ----- | ----- | ----- | ----- | ----- | ---- | ------- | ----- | ------- | ------- | -------- |
| ユリウス暦       | 704/2/10 | 3/10    | 4/9   | 5/9   | 6/7   | 7/7   | 8/5   | 9/4  | 10/4    | 11/2  | 12/2    | 12/31   |          |
| 慶雲二年（乙巳） | 一月※    | 二月※   | 三月  | 四月※ | 五月  | 六月※ | 七月  | 八月 | 九月※   | 十月  | 十一月  | 十二月※ |          |
| ユリウス暦       | 705/1/30 | 2/28    | 3/29  | 4/28  | 5/27  | 6/26  | 7/25  | 8/24 | 9/23    | 10/22 | 11/21   | 12/21   |          |
| 慶雲三年（丙午） | 一月     | 閏一月※ | 二月※ | 三月  | 四月※ | 五月  | 六月※ | 七月 | 八月    | 九月※ | 十月    | 十一月  | 十二月※  |
| ユリウス暦       | 706/1/19 | 2/18    | 3/19  | 4/17  | 5/17  | 6/15  | 7/15  | 8/13 | 9/12    | 10/12 | 11/10   | 12/10   | 707/1/9  |
| 慶雲四年（丁未） | 一月     | 二月※   | 三月※ | 四月  | 五月※ | 六月※ | 七月  | 八月 | 九月※   | 十月  | 十一月  | 十二月  |          |
| ユリウス暦       | 707/2/7  | 3/9     | 4/7   | 5/6   | 6/5   | 7/4   | 8/2   | 9/1  | 10/1    | 10/30 | 11/29   | 12/29   |          |
| 慶雲五年（戊申） | 一月※    | 二月    | 三月※ | 四月※ | 五月  | 六月※ | 七月※ | 八月 | 閏八月※ | 九月  | 十月    | 十一月  | 十二月※  |
| ユリウス暦       | 708/1/28 | 2/26    | 3/27  | 4/25  | 5/24  | 6/23  | 7/22  | 8/20 | 9/19    | 10/18 | 11/17   | 12/17   | 709/1/16 |